# Giro d'Italia de 1981
Giro d'Italia 1981 foi a sexagésima quarta edição da prova ciclística Giro d'Italia (Corsa Rosa), realizada entre os dias 13 de maio e 7 de junho de 1981.
A competição foi realizada em 22 etapas com um total de 3889,6 km.
O vencedor foi o ciclista italiano Giovanni Battaglin. Largaram 130 ciclistas, e o vencedor conclui a prova com a velocidade média de 37,093 km/h.